# Доисторический Таиланд
Следы первых гоминид обнаружены на севере и западе Таиланда. Ископаемые останки Homo erectus («Лампангского человека») обнаружил в 1999 году Сомсак Праманкит в районе Ко-Кха в провинции Лампанг, они датируются около 1 млн — 500 тыс. лет назад. Большое количество каменных орудий было найдено в Канчанабури, Убонратчатхани, Накхонситхаммарате, Лопбури и ряде других мест. Homo erectus мигрировал в Азию из Африки, откуда он происходил, и научился владению огнём, что помогало ему вести охотничье-собирательский образ жизни. Череп Homo erectus'  был меньше и толще, чем череп современного человека. Он жил в пещерах вблизи рек. Его основными природными конкурентами были гигантская гиена (Hyaena senesis), саблезубый тигр, орангутан и большая панда.
Как показывают генетические исследования, представители древних гоминид не могли скрещиваться с человеком, и следовательно, генетически никак не связаны с современным населением Юго-Восточной Азии.

## 10000 — 5000 лет назад: неолит
Неолит — завершающий этап каменного века, когда люди освоили аграрный образ жизни. Искусство обработки орудий дошло до такого совершенства, что в конце неолита появляются первые металлические орудия. В зависимости от региона, неолит переходит в медный век (халколит), в бронзовый или даже непосредственно в железный век.
Наскальные рисунки, датируемые около 10 тыс. лет назад, обнаружены на северо-западе Таиланда.
Неолитическая культура возникла во многих местах Таиланда. Около 9000 года до н. э. люди стали широко употреблять в пищу злаки и постепенно перешли к их целенаправленному культивированию. В раннем неолите культивировалось лишь небольшое количество культур, в частности, бетель, бобы, горох, перец, огурец, люди разводили одомашненный крупный рогатый скот и свиней. Для неолита также характерен переход от временных, сезонных поселений к постоянным и возникновение керамики. При этом неолит Юго-Восточной Азии возник совершенно независимо от неолита на Ближнем Востоке.

### Неолитические поселения в Таиланде
- «Пещера духов» (тайск. ถ้ำผีแมน) — в районе Пангмапха, провинция Мэхонгсон, северо-западный Таиланд. Была населена в 9000 — 5500 гг. до н. э. охотниками культуры Хоа Бин, пришедшими из Северного Вьетнама. Памятник расположен на высоте 650 метров над уровнем моря на стороне холма над рекой Салуин.
- Ванг Бходи, (тайск. วังโพธิ) — в районе Сайок, провинция Канчанабури, западный Таиланд. Датируется 4500 — 3000 гг. до н. э. В ходе раскопок, начавшихся после 2-й мировой войны, в пещерах и вдоль рек региона обнаружено большое количество каменных орудий.
- Банчианг (тайск. บ้านเชียง) — в районе Нонгхан, провинция Удонтхани. Основная часть погребений методом термолюминесценции отнесена к 4420 — 3400 гг. до н. э. В древнейших погребениях бронзовые предметы отсутствуют, таким образом, они относятся к эпохе неолита, тогда как позднейшие погребения — уже к железному веку.[4]

## 2500 лет назад: бронзовый век

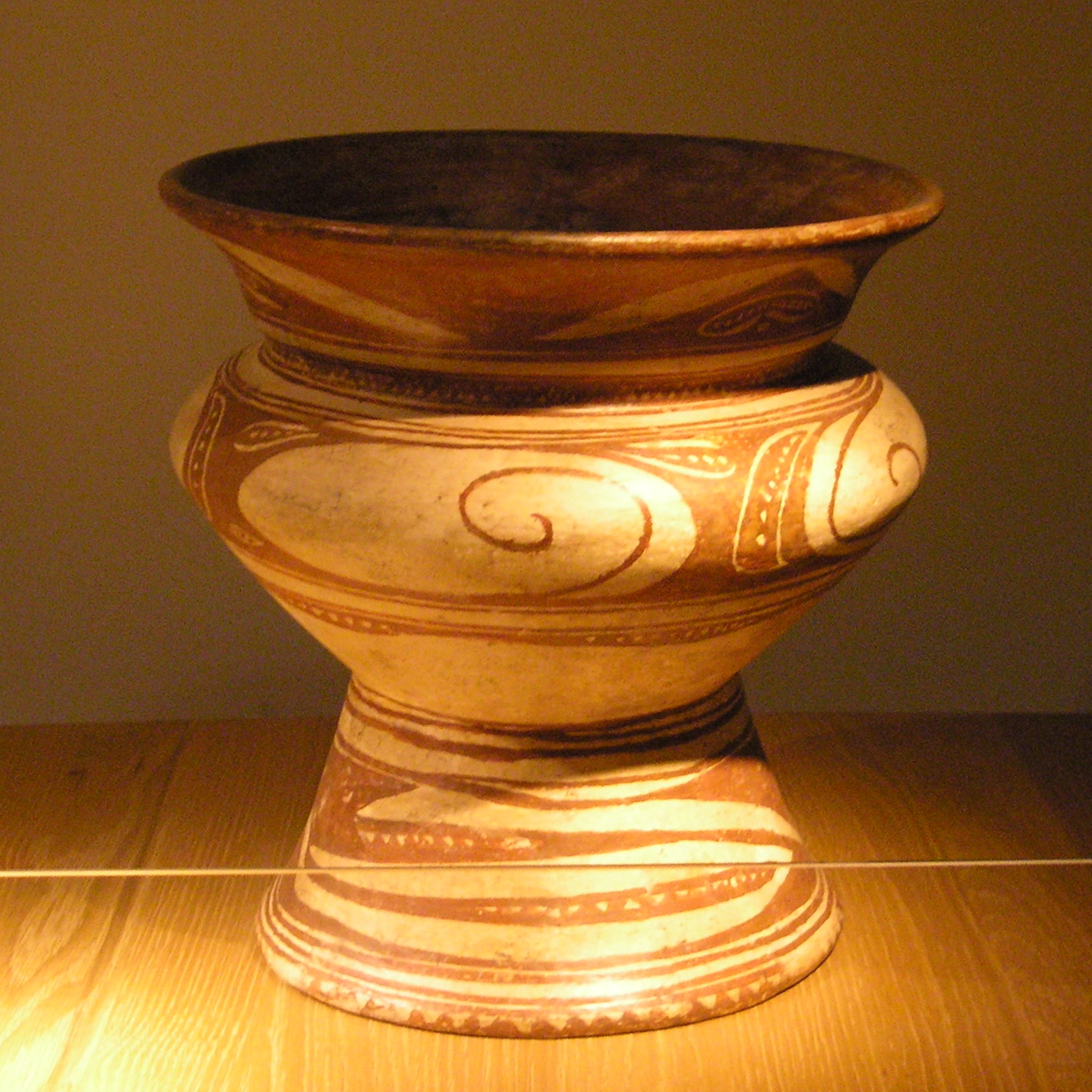
Керамика из Банчианга в Музее восточного искусства, Берлин-Далем

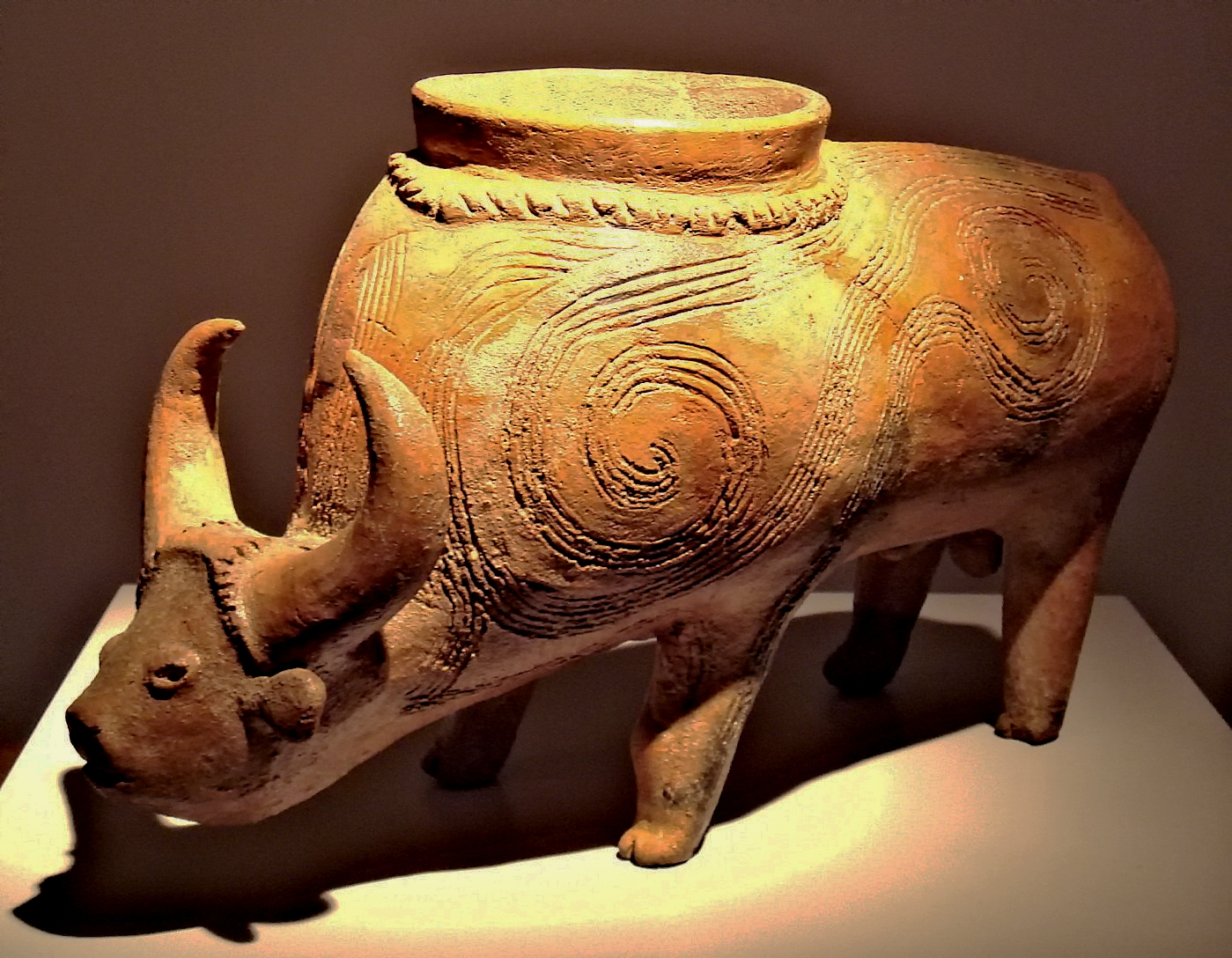
Керамический азиатский буйвол из Лопбури, 2300 г. до н. э.

Бронзовый век был периодом, когда возникли первые цивилизации. Первые попытки создать сплав меди с оловом на территории Таиланда относятся к 5 тыс. до н. э., но именно в бронзовом веке этот сплав получает распространение благодаря природным залежам меди и олова в Таиланде.

### Поселения бронзового века в Таиланде
- Банчианг — древнейшее захоронение датируется 2100 годом до н. э., наиболее позднее — около 200 года н. э. Здесь обнаружены фрагменты котлов и бронзовые изделия (украшения, наконечники копий, топоры, шила, крюки, ножи, колокольчики и др.)[4]

## 1700 лет назад: железный век
Появление железных орудий внесло изменения также в сельскохозяйственную практику, во многих местах, хотя и не везде, привело к усложнению социальной структуры, религиозных представлений и художественных стилей.

### Поселения железного века в Таиланде
- Нон Нок Тха (тайск. โนนนกทา) — в районе Пху Вианг, провинция Кхонкэн, северо-восточный Таиланд. Датируется 1420 — 50 гг. до н. э.
- Артиллерийский центр Лопбури (тайск.  ศูนย์กลางทหารปืนใหญ่) — в районе Муэанг, провинция Лопбури, северо-восточный Таиланд. Датируется 1225—700 гг. до н. э.
- Пещера Онг Ба (тайск. องบะ) — в районе Шри Сават, провинция Канчанабури, западный Таиланд. Датируется 310—150 гг. до н. э.
- Бан Дон Та Пхет (тайск.  บ้านดอนตาเพชร) — в районе Пханом Тхуан, провинция Канчанабури, западный Таиланд. Датируется 24 г. до н. э. — 276 г. н. э. Множество артефактов, найденных в некрополе 4 века, свидетельствуют о торговых связях с Индией, Вьетнамом и Филиппинами.